# Max Bodenstein
Max Ernst August Bodenstein (15 tháng 7 năm 1871 - 3 tháng 9 năm 1942) là một nhà hóa học vật lý người Đức nổi tiếng với tác phẩm về động học hóa học. Ông là người đầu tiên đưa ra cơ chế phản ứng dây chuyền và vụ nổ là phản ứng dây chuyền phân nhánh, sau đó được áp dụng cho bom nguyên tử.

## Đầu đời
Max Bodenstein được sinh ra ở Magdeburg vào ngày 15 tháng 7 năm 1871, là con trai cả của thương gia và nhà sản xuất bia Magdeburg Franz Bodenstein (1834-1885) và người vợ đầu tiên Elise Meissner (1846-1876).

## Giáo dục
Năm 1888, Max Bodenstein đăng ký vào Đại học Heidelberg khi 17 tuổi để học hóa học với Carl Remigius Fresenius. Vào ngày 25 tháng 10 năm 1893, ông nhận được luận án tiến sĩ: " dieber Zersetzung des Jodwasserstoffes in der Hitze " (Về sự xuống cấp của hydro iodide ở nhiệt độ nóng), với Victor Meyer là giám sát viên của ông tại Đại học Heidelberg.
Sau khi tốt nghiệp, Bodenstein đã nhận được hai năm đào tạo bổ sung tại Berlin-Charlottenburg và Göttingen. Bodenstein đã nghiên cứu hóa học hữu cơ và xúc tác trong các hệ thống dòng chảy và phát hiện ra các phản ứng xúc tác có kiểm soát khuếch tán và phản ứng quang hóa với Karl Liebermann tại Đại học Kỹ thuật Berlin-Charlottenburg, và hóa học vật lý với Walther Nernst tại Đại học Gottingen.

## Nghề nghiệp
Năm 1896, Max Bodenstein trở lại Đại học Heidelberg, nơi ông nghiên cứu sự phân hủy axit hydrohalic và sự hình thành của chúng.
Năm 1899, ông viết với chủ đề: " Gasreaktionen in der chemischen Kinetik " (Phản ứng khí trong động học hóa học).
Năm 1900, Max Bodenstein trở thành Giảng viên tại viện hóa lý của Wilhelm Ostwald tại Đại học Leipzig. Năm 1904, ông được bổ nhiệm làm Titularprofeach tại cùng một viện.
Năm 1906, ông trở thành phó giáo sư tại Đại học Berlin và trưởng khoa tại viện hóa lý của Walther Nernst.
Năm 1908, ông quyết định đổi thành Đại học Hannover, nơi ông được bổ nhiệm làm giáo sư bình thường về điện hóa học và giám đốc của viện điện hóa. Ông cũng trở thành giáo sư hóa học vật lý vào năm 1911.
Năm 1923, ông trở lại Berlin, nơi ông chấp nhận trở thành giáo sư hóa học vật lý bình thường và là giám đốc của viện hóa lý sau khi Walther Nernst nghỉ hưu. Ông giữ các vị trí này cho đến khi ông nghỉ hưu vào năm 1936.
Max Bodenstein cũng là thành viên của " German Atomgewichtskommission " (Ủy ban Trọng lượng nguyên tử của Đức) và đồng biên tập của tạp chí " Physikalische Chemie " (Hóa học vật lý).

## Đóng góp
Max Bodenstein được coi là một trong những người sáng lập động học hóa học.
Ông bắt đầu bằng công việc thí nghiệm chi tiết về sự hình thành hydro iodide. Kỹ thuật của anh là trộn hydro và iod trong một ống kín, được đặt trong một bộ điều nhiệt và giữ ở nhiệt độ cao không đổi. Phản ứng cuối cùng đạt đến trạng thái cân bằng, tại đó tốc độ hình thành hydro iodide bằng tốc độ phân hủy so với phản ứng ban đầu (H2 + I2 = 2HI). Hỗn hợp cân bằng của hydro, iod và hydro iodide được đông lạnh bằng cách làm lạnh nhanh, và lượng hydro iodide có thể được phân tích. Sử dụng lượng chất phản ứng ban đầu khác nhau, Bodenstein có thể thay đổi lượng hiện diện ở trạng thái cân bằng và xác minh định luật cân bằng hóa học được đề xuất vào năm 1863 bởi Cato Maximilian Guldberg và Peter Waage. Công trình của ông, được xuất bản năm 1899, là một trong những nghiên cứu cân bằng đầu tiên trong phạm vi nhiệt độ mở rộng.
Bodenstein cũng đã nghiên cứu về quang hóa, là người đầu tiên chứng minh rằng, trong phản ứng của hydro với clo, hiệu suất cao có thể giải thích bằng phản ứng dây chuyền. Nhà phát minh tương lai của máy sắc ký khí, Erika Cremer đã làm việc với Bodenstein vào thời điểm này và đã viết luận án về phản ứng chuỗi hydro-clo vào năm 1927. Ông đã khám phá rất chi tiết cơ chế phản ứng của phản ứng giữa hydro và clo. Với nghiên cứu này, ông đã đóng góp cho sự hiểu biết trong các phản ứng chuỗi hóa học gây ra ánh sáng và do đó đóng góp vào quá trình quang hóa. Trong các nghiên cứu động học của mình, ông đã sử dụng xấp xỉ trạng thái gần đúng ổn định để rút ra phương trình tốc độ của phản ứng. Khi một phản ứng tổng thể được chia thành các bước cơ bản, phép tính gần đúng trạng thái ổn định gần đúng của Bodenstein sẽ bỏ qua các biến đổi về nồng độ của các chất trung gian phản ứng bằng cách giả định rằng chúng sẽ không đổi. Các chất trung gian phản ứng này có thể là các gốc, ion carbenium, các phân tử ở trạng thái kích thích, v.v.